# 世田谷区立砧小学校
世田谷区立砧小学校（せたがくりつきぬたしょうがっこう）は、東京都世田谷区喜多見6丁目に所在する公立小学校。

## 沿革
- 1873年（明治6年）4月 - 研精、日新、開蒙各学舎設立。
- 1877年（明治12年）12月 - 研精学舎を喜多見小学校、日新・開蒙を合併し、朝陽小学校と改称。
- 1902年（明治35年）3月 - 喜多見[2]・朝陽両小学校が合併し、砧尋常高等小学校と改称。
- 1936年（昭和11年）10月1日 - 東京市へ地域編入により、東京市砧尋常高等小学校と改称。
- 1941年（昭和16年）4月1日 - 国民学校令により、東京市砧国民学校と改称。
- 1943年（昭和18年）7月1日 - 東京市と東京府が統合した東京都発足（東京都制施行）により、東京都砧国民学校と改称。
- 1947年（昭和22年）4月1日 - 国民学校令により、東京都世田谷区立砧小学校と改称。
- 1952年（昭和27年）5月3日 - 創立50周年記念式典挙行。
- 1960年（昭和35年）11月 - 特殊学級併設。
- 1972年（昭和47年）
  - 4月1日 - 喜多見小学校新設により、学区域を変更。
  - 7月9日 - 創立70周年記念式典挙行。
- 1973年（昭和48年）4月1日 - 砧幼稚園併設開園。
- 1980年（昭和55年）8月30日 - 校庭スプリンクラー設置。
- 1982年（昭和57年）11月6日 - 創立80周年記念式典挙行し、記念碑建立。
- 1987年（昭和62年）9月1日 - 東校舎内装改修工事完成（主事室新設）。同日、放送スタジオ完成。
- 1989年（平成元年）9月16日 - 心身障害学級（双葉）廃級。
- 1991年（平成3年）8月30日 - 西校舎耐震補強改修工事完成。
- 1992年（平成4年）
  - 1月30日 - トンネル門側石垣改修工事完成。
  - 3月11日 - プール改修工事完成。
  - 11月30日 - 創立90周年記念式典挙行。
- 1994年（平成6年）2月1日 - 体育館改修工事完成。
- 1997年（平成9年）3月 - 給水管取り替えと主事室前排水の両工事完成。
- 1998年（平成10年）7月 - 校庭改修工事と体育館連絡通路屋根修理。
- 1999年（平成11年）3月 - 東校舎屋上塗装工事完成。
- 2000年（平成12年）
  - 1月 - 給食室ドライ化改修と西校舎トイレ改修の両工事完成。
  - 9月 - 給食室ドライ化改修工事完成。
- 2002年（平成14年）10月26日 - 創立100周年記念式典挙行。
- 2004年（平成16年）8月30日 - 西校舎と体育館の両耐震補強工事完成。
- 2005年（平成17年）
  - 8月31日 - 東校舎耐震補強工事完成。
  - 11月1日 - 東校舎前芝生広場完成。
- 2007年（平成19年）4月1日 - 地域運営学校の指定と学校エコライフ活動モデル校の指定を受ける。特別支援学級「ことばの教室」（通級）開設。
- 2010年（平成22年）9月29日 - 世田谷9年教育「自立の学び舎」発足式挙行。
- 2011年（平成23年）
  - 1月28日 - 世田谷9年教育「砧の学び舎」発足式挙行。
  - 3月31日 - 給食室全面改修工事完成。
  - 8月1日 - 校庭芝生化工事完成。
- 2012年（平成24年）
  - 9月28日 - 東校舎トイレ改修工事完成。
  - 10月6日 - 創立110周年記念式典挙行し、祝賀会開催。
- 2013年（平成25年）
  - 8月31日 - 体育館床研磨。
  - 12月15日 - プールサイド改修工事。
- 2015年（平成27年）1月25日 - 食育プロジェクトピザ釜完成。
- 2017年（平成29年）
  - 4月1日 - 世田谷区地域運営学校「学校支援地域本部」設置。
  - 7月6日 - 食育プロジェクトピザ釜2号機完成。
- 2022年（令和4年）11月19日 - 創立120周年記念式典挙行し、祝賀会開催。

## 教育目標
- ○かしこく
- ○やさしく
- ○たくましく

## 学区
- 大蔵1丁目6～16番[3]
- 大蔵2～5丁目全域
- 喜多見6丁目全域
- 砧1丁目6～9番
- 砧5丁目全域
- 砧7丁目全域
- 砧公園全域

## アクセス
- 小田急線の成城学園前駅南口から徒歩15分。
- 東急バス渋24・玉07・玉31・用06・等12系統、小田急バス渋24・玉07系統東京都市大学付属小学校前バス停から徒歩3分。

## 著名な出身者
- 後藤健二（ジャーナリスト）
- 神島二郎（政治学者、立教大学名誉教授）
- 浦川宜也（ヴァイオリニスト）